# شهرستان تیلور (ویسکانسین)
شهرستان تیلور، ویسکانسین (به انگلیسی: Taylor County, Wisconsin) یک سکونتگاه مسکونی در ایالات متحده آمریکا است که در ویسکانسین واقع شده‌است.

## خصوصیات
شهرستان تیلور ۲٬۵۴۸٫۵۶ کیلومترمربع مساحت دارد.